# Структурна геноміка

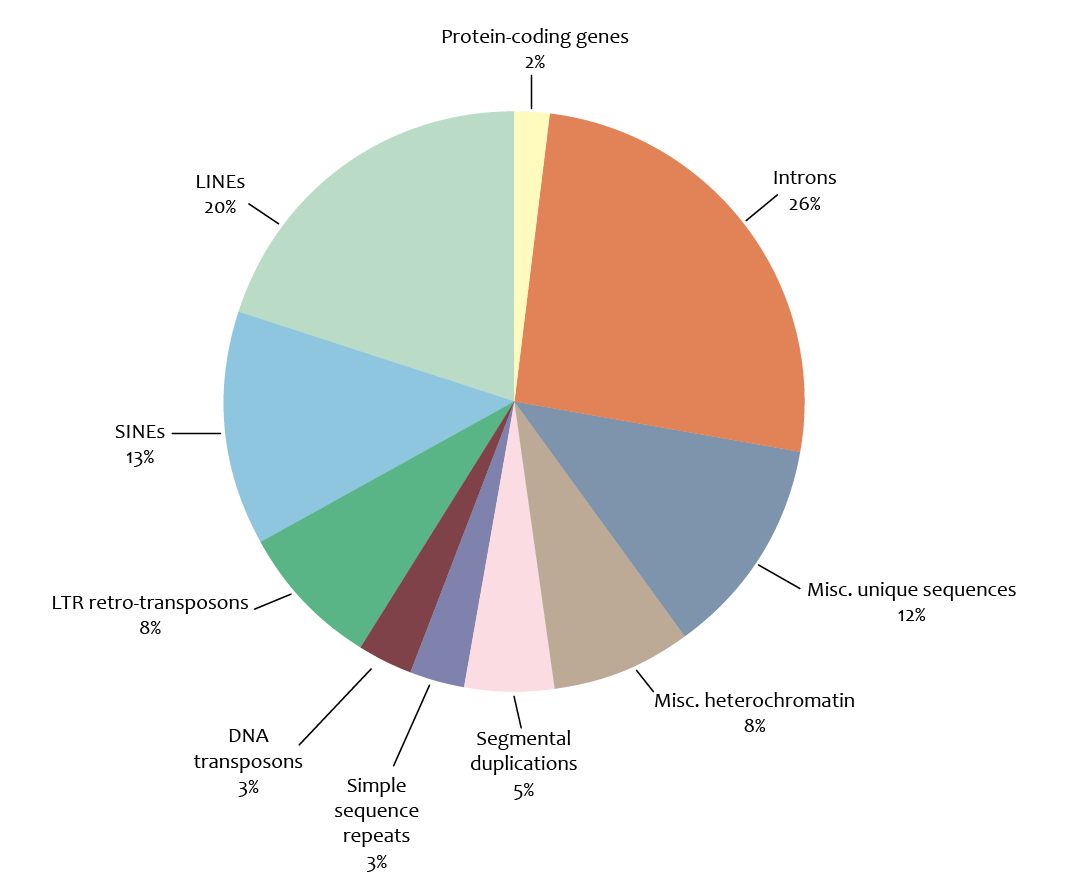
Компоненти людського генома

Структурна геноміка прагне описати тривимірну структуру кожного білка, закодованого цим геномом. Використовується комбінація експериментальних і  моделюючих підходів. Принципова відмінність між структурною геномікою і традиційним структурним пророцтвом — це те, що структурна геноміка намагається визначити структуру кожного білка, закодованого геномом, замість того, щоб зосередитися на одному певному білку. З доступними послідовностями повного генома пророцтво структури може бути зроблене швидше використовуючи комбінацію експериментальних і моделюючих підходів, особливо тому, що доступність великої кількості впорядкованих геномів і раніше встановлених структур білка дозволяє ученим ґрунтуватися на структурах раніше визначених гомологів.
Оскільки структура білка тісно пов'язана з функцією білка, структурна геноміка дозволяє визначити функції білка. На додаток до пояснення функцій білка структурна геноміка може використовуватися, щоб ідентифікувати нові згини білка і потенційні цілі для винаходу ліків.

## Методи
Структурна геноміка використовує закінчені послідовності генома декількома способами, щоб визначити структури білка. Послідовність генів цільового білка може порівнюватися з відомою послідовністю, і структурна інформація може тоді бути виведена із структури відомого білка. Структурна геноміка може використати ґрунтований на моделюванні підхід, який покладається на відповідність між невідомим білком і визначеною структурою білка.

## Ресурси Інтернету
- Структурна геноміка [Архівовано 7 жовтня 2017 у Wayback Machine.]
- Chandonia JM, Brenner SE (January 2006). The impact of structural genomics: expectations and outcomes. Science (journal). 311 (5759): 347—51. doi:10.1126/science.1121018. PMID 16424331. Архів оригіналу за 3 жовтня 2009. Процитовано 6 жовтня 2017.